# وایومینگ (دلاور)
وایومینگ، دلاور (به انگلیسی: Wyoming, Delaware) یک سکونتگاه مسکونی در ایالات متحده آمریکا با جمعیت ۱٬۳۱۳ نفر است که در دلاویر واقع شده‌است.